# Olympische Geschichte Fidschis
| Gelbes Symbol für Goldmedaillen mit stilisierten Olympischen Ringen | Graues Symbol für Silbermedaillen mit stilisierten Olympischen Ringen | Braundes Symbol für Bronzemedaillen mit stilisierten Olympischen Ringen |
| ------------------------------------------------------------------- | --------------------------------------------------------------------- | ----------------------------------------------------------------------- |
| 2                                                                   | 1                                                                     | 1                                                                       |

Fidschi, dessen NOK, die Fiji Association of Sports and National Olympic Committee, 1949 gegründet wurde, nimmt seit 1956 an Olympischen Sommerspielen teil. 1964 und 1980 wurde auf eine Teilnahme verzichtet. 1988, 1994 und 2002 starteten Sportler des Pazifikstaates bei Winterspielen. Jugendliche Athleten nahmen an beiden bislang ausgetragenen Jugend-Sommerspielen teil.

## Allgemeine Übersicht

### Sommerspiele
1956 traten erstmals Sportler aus Fidschi bei Olympischen Spielen an. Die fünfköpfige Mannschaft bestand aus Leichtathleten, Boxern und Seglern. In der Folgezeit nahmen fidschianische Olympiastarter in den Sportarten Schwimmen, Radsport und Judo (seit 1984), Gewichtheben (seit 1996), Bogenschießen und Schießen (seit 2004) sowie im Tischtennis, Fußball und Rugby Sevens (seit 2016) an.
Die ersten Olympioniken Fidschis waren am 24. November 1956 die Boxer Thomas Schuster im Halbweltergewicht und Hector Hatch im Weltergewicht. Die erste Frau Fidschis bei Olympischen Spielen war am 23. Juli 1976 die Weitspringerin Miriama Tuisorisori, die auch am Fünfkampf teilnahm.
Einen ersten Erfolg konnte 1992 Anthony Philp verbuchen, als er im Windsurfen Platz 10 belegte. Bei seiner Teilnahme 2000 konnte er diese Platzierung wiederholen.
2016 in Rio de Janeiro ging mit 53 Aktiven die größte Olympiamannschaft Fidschis an den Start. Den Großteil der Mannschaft bildeten die Rugbymannschaften der Männer und der Frauen sowie die Fußballnationalmannschaft der Männer, die in der Vorrunde sieglos ausschied. Das Team verlor u. a. mit 0:10 gegen die deutsche Olympiamannschaft. Gegen Mexiko lag man bis zur Pause mit 1:0 in Führung, verlor das Spiel jedoch am Ende mit 1:5. Im Rugby hingegen konnte Fidschi die erste Medaille bei Olympischen Spielen gewinnen, die zugleich auch den ersten Olympiasieg des Inselstaates bedeutete. Nach drei Vorrundensiegen gegen Brasilien, Argentinien und die USA gewannen die Fidschianer auch ihr Viertelfinalspiel gegen Neuseeland und ihr Halbfinalspiel gegen Japan. Im Finale gegen das Vereinigte Königreich gewann man mit 43:7.

### Winterspiele
Drei Mal nahmen Athleten aus Fidschi an Olympischen Winterspielen teil. Der Skilangläufer Rusiata Rogoyawa war am 19. Oktober 1988 in Calgary im Rennen über 15 Kilometer der erste fidschianische Winter-Olympionike. Auch 1994 in Lillehammer war Rogoyawa dabei. 2002 in Salt Lake City nahm der alpine Skirennläufer Laurence Thoms teil.

### Jugendspiele
Mit fünf Jugendlichen nahm Fidschi an den Jugend-Sommerspielen 2010 in Singapur teil. Drei Jungen und zwei Mädchen traten in den Sportarten Leichtathletik, Judo, Schwimmen und Gewichtheben an. Der Leichtathlet Leipani Naivalu gewann mit der Gemischten Staffel, bestehend aus vier Läufern aus vier Nationen, die Bronzemedaille. Diese Medaille wird im Medaillenspiegel Fidschis nicht berücksichtigt.
2014 in Nanjing nahmen 26 jugendliche Athleten, 15 Jungen und 11 Mädchen, teil. Sie traten in der Leichtathletik, im Schwimmen, Gewichtheben sowie im Hockey und im Rugby Sevens an. Die Rugbymannschaft der Jungen gewann die Bronzemedaille.

## IOC-Mitglieder
1994 wurde der Arzt Robin Mitchell zum IOC-Mitglied gewählt. Er ist Mitglied der Kommissionen für olympische Solidarität (seit 2000), Ethik (seit 2003), Koordination der Spiele der 33. Olympiade 2020 in Tokio (seit 2013) und der Mitgliederwahl (seit 2015). Seit 2015 ist er der stellvertretende Vorsitzende der Kommission für Medizin und Wissenschaft.

## Übersicht der Teilnahmen

### Sommerspiele
| Jahr      | Athleten           | Athleten           | Athleten           | Sportarten         | Sportarten         | Sportarten         | Sportarten         | Sportarten         | Sportarten         | Sportarten         | Sportarten         | Sportarten         | Sportarten         | Sportarten         | Sportarten         | Sportarten         | Medaillen          | Medaillen          | Medaillen          | Medaillen          | Rang               |
| Jahr      | Gesamt             |                    |                    |                    |                    |                    |                    |                    |                    |                    |                    |                    |                    |                    |                    |                    |                    |                    |                    | Medaillen – Gesamt | Rang               |
| --------- | ------------------ | ------------------ | ------------------ | ------------------ | ------------------ | ------------------ | ------------------ | ------------------ | ------------------ | ------------------ | ------------------ | ------------------ | ------------------ | ------------------ | ------------------ | ------------------ | ------------------ | ------------------ | ------------------ | ------------------ | ------------------ |
| 1896–1952 | nicht teilgenommen | nicht teilgenommen | nicht teilgenommen | nicht teilgenommen | nicht teilgenommen | nicht teilgenommen | nicht teilgenommen | nicht teilgenommen | nicht teilgenommen | nicht teilgenommen | nicht teilgenommen | nicht teilgenommen | nicht teilgenommen | nicht teilgenommen | nicht teilgenommen | nicht teilgenommen | nicht teilgenommen | nicht teilgenommen | nicht teilgenommen | nicht teilgenommen | nicht teilgenommen |
| 1956      | 5                  | 5                  | 0                  |                    | 2                  |                    |                    |                    | 1                  |                    |                    |                    |                    | 2                  |                    |                    |                    |                    |                    |                    |                    |
| 1960      | 2                  | 2                  | 0                  |                    |                    |                    |                    |                    | 2                  |                    |                    |                    |                    |                    |                    |                    |                    |                    |                    |                    |                    |
| 1964      | nicht teilgenommen | nicht teilgenommen | nicht teilgenommen | nicht teilgenommen | nicht teilgenommen | nicht teilgenommen | nicht teilgenommen | nicht teilgenommen | nicht teilgenommen | nicht teilgenommen | nicht teilgenommen | nicht teilgenommen | nicht teilgenommen | nicht teilgenommen | nicht teilgenommen | nicht teilgenommen | nicht teilgenommen | nicht teilgenommen | nicht teilgenommen | nicht teilgenommen | nicht teilgenommen |
| 1968      | 1                  | 1                  | 0                  |                    |                    |                    |                    |                    | 1                  |                    |                    |                    |                    |                    |                    |                    |                    |                    |                    |                    |                    |
| 1972      | 2                  | 2                  | 0                  |                    |                    |                    |                    |                    | 2                  |                    |                    |                    |                    |                    |                    |                    |                    |                    |                    |                    |                    |
| 1976      | 2                  | 1                  | 1                  |                    |                    |                    |                    |                    | 2                  |                    |                    |                    |                    |                    |                    |                    |                    |                    |                    |                    |                    |
| 1980      | nicht teilgenommen | nicht teilgenommen | nicht teilgenommen | nicht teilgenommen | nicht teilgenommen | nicht teilgenommen | nicht teilgenommen | nicht teilgenommen | nicht teilgenommen | nicht teilgenommen | nicht teilgenommen | nicht teilgenommen | nicht teilgenommen | nicht teilgenommen | nicht teilgenommen | nicht teilgenommen | nicht teilgenommen | nicht teilgenommen | nicht teilgenommen | nicht teilgenommen | nicht teilgenommen |
| 1984      | 14                 | 11                 | 3                  |                    |                    |                    |                    | 2                  | 4                  | 1                  |                    |                    | 3                  | 4                  |                    |                    |                    |                    |                    |                    |                    |
| 1988      | 23                 | 19                 | 4                  |                    | 2                  |                    |                    | 3                  | 8                  |                    |                    |                    | 5                  | 5                  |                    |                    |                    |                    |                    |                    |                    |
| 1992      | 18                 | 14                 | 4                  |                    |                    |                    |                    | 4                  | 7                  |                    |                    |                    | 3                  | 4                  |                    |                    |                    |                    |                    |                    |                    |
| 1996      | 17                 | 14                 | 3                  |                    |                    |                    | 1                  | 1                  | 7                  |                    |                    |                    | 2                  | 6                  |                    |                    |                    |                    |                    |                    |                    |
| 2000      | 7                  | 4                  | 3                  |                    |                    |                    | 1                  | 2                  | 1                  |                    |                    |                    | 2                  | 1                  |                    |                    |                    |                    |                    |                    |                    |
| 2004      | 8                  | 4                  | 4                  | 1                  |                    |                    | 1                  | 2                  | 2                  |                    |                    | 1                  | 1                  |                    |                    |                    |                    |                    |                    |                    |                    |
| 2008      | 6                  | 4                  | 2                  |                    |                    |                    | 1                  | 1                  | 2                  |                    |                    | 1                  | 1                  |                    |                    |                    |                    |                    |                    |                    |                    |
| 2012      | 9                  | 6                  | 3                  | 1                  |                    |                    | 2                  | 1                  | 2                  |                    |                    | 1                  | 2                  |                    |                    |                    |                    |                    |                    |                    |                    |
| 2016      | 53                 | 36                 | 17                 | 1                  | 1                  | 16                 | 2                  | 1                  | 2                  |                    | 26                 | 1                  | 2                  |                    |                    | 1                  | 1                  |                    |                    | 1                  | 54                 |
| 2020      | 30                 | 15                 | 15                 |                    |                    |                    |                    | 1                  | 1                  |                    | 24                 |                    | 2                  | 1                  |                    | 1                  | 1                  |                    | 1                  | 2                  | 59                 |
| 2024      | 36                 | 19                 | 17                 |                    |                    |                    |                    | 1                  | 1                  |                    | 27                 |                    | 2                  | 2                  | 2                  | 1                  |                    | 1                  |                    | 1                  | 74                 |
| Gesamt    | Gesamt             | Gesamt             | Gesamt             | Gesamt             | Gesamt             | Gesamt             | Gesamt             | Gesamt             | Gesamt             | Gesamt             | Gesamt             | Gesamt             | Gesamt             | Gesamt             | Gesamt             | Gesamt             | 2                  | 1                  | 1                  | 4                  |                    |

### Winterspiele
| Jahr      | Athleten           | Athleten           | Athleten           | Sportarten         | Sportarten         | Medaillen          | Medaillen          | Medaillen          | Medaillen          | Medaillen          |
| Jahr      | Gesamt             |                    |                    |                    |                    |                    |                    |                    | Medaillen – Gesamt | Rang               |
| --------- | ------------------ | ------------------ | ------------------ | ------------------ | ------------------ | ------------------ | ------------------ | ------------------ | ------------------ | ------------------ |
| 1924–1984 | nicht teilgenommen | nicht teilgenommen | nicht teilgenommen | nicht teilgenommen | nicht teilgenommen | nicht teilgenommen | nicht teilgenommen | nicht teilgenommen | nicht teilgenommen | nicht teilgenommen |
| 1988      | 1                  | 1                  | 0                  |                    | 1                  |                    |                    |                    |                    |                    |
| 1992      | nicht teilgenommen | nicht teilgenommen | nicht teilgenommen | nicht teilgenommen | nicht teilgenommen | nicht teilgenommen | nicht teilgenommen | nicht teilgenommen | nicht teilgenommen | nicht teilgenommen |
| 1994      | 1                  | 1                  | 0                  |                    | 1                  |                    |                    |                    |                    |                    |
| 1998      | nicht teilgenommen | nicht teilgenommen | nicht teilgenommen | nicht teilgenommen | nicht teilgenommen | nicht teilgenommen | nicht teilgenommen | nicht teilgenommen | nicht teilgenommen | nicht teilgenommen |
| 2002      | 1                  | 1                  | 0                  | 1                  |                    |                    |                    |                    |                    |                    |
| 2006–2022 | nicht teilgenommen | nicht teilgenommen | nicht teilgenommen | nicht teilgenommen | nicht teilgenommen | nicht teilgenommen | nicht teilgenommen | nicht teilgenommen | nicht teilgenommen | nicht teilgenommen |
| Gesamt    | Gesamt             | Gesamt             | Gesamt             | Gesamt             | Gesamt             | 0                  | 0                  | 0                  | 0                  |                    |

### Jugend-Sommerspiele
| Jahr   | Athleten | Athleten | Athleten | Sportarten | Sportarten | Sportarten | Sportarten | Sportarten | Sportarten | Sportarten | Sportarten | Medaillen | Medaillen | Medaillen | Medaillen          | Rang |
| Jahr   | Gesamt   |          |          |            |            |            |            |            |            |            |            |           |           |           | Medaillen – Gesamt | Rang |
| ------ | -------- | -------- | -------- | ---------- | ---------- | ---------- | ---------- | ---------- | ---------- | ---------- | ---------- | --------- | --------- | --------- | ------------------ | ---- |
| 2010   | 5        | 3        | 2        |            | 2          |            | 1          | 1          |            | 1          |            |           |           |           |                    |      |
| 2014   | 26       | 15       | 11       |            | 2          | 9          |            | 2          | 12         | 1          |            |           |           | 1         | 1                  | 80   |
| 2018   | 3        | 1        | 2        | 1          |            |            |            | 1          |            |            | 1          |           |           |           |                    |      |
| Gesamt | Gesamt   | Gesamt   | Gesamt   | Gesamt     | Gesamt     | Gesamt     | Gesamt     | Gesamt     | Gesamt     | Gesamt     | Gesamt     | 2         | 1         | 1         | 4                  |      |

### Jugend-Winterspiele
| Jahr      | Athleten           | Athleten           | Athleten           | Sportarten         | Medaillen          | Medaillen          | Medaillen          | Medaillen          | Medaillen          |
| Jahr      | Gesamt             |                    |                    | Sportarten         |                    |                    |                    | Medaillen – Gesamt | Rang               |
| --------- | ------------------ | ------------------ | ------------------ | ------------------ | ------------------ | ------------------ | ------------------ | ------------------ | ------------------ |
| 2012–2024 | nicht teilgenommen | nicht teilgenommen | nicht teilgenommen | nicht teilgenommen | nicht teilgenommen | nicht teilgenommen | nicht teilgenommen | nicht teilgenommen | nicht teilgenommen |
| Gesamt    | Gesamt             | Gesamt             | Gesamt             | Gesamt             | 0                  | 0                  | 0                  | 0                  | -                  |

## Medaillengewinner

### Goldmedaillen
| Name/n | Spiele              | Sportart  | Disziplin     | Anmerkung                              |
| --- | ------------------- | --------- | ------------- | -------------------------------------- |
| Apisai Domolailai Jasa Veremalua Jerry Tuwai Josua Tuisova Kitione Taliga Leone Nakarawa Masivesi Dakuwaqa Osea Kolinisau Samisoni Viriviri Savenaca Rawaca Vatemo Ravouvou Viliame Mata              | 2016 Rio de Janeiro | 7er-Rugby | Männerturnier | erster Medaillengewinn und Olympiasieg |
| Josua Vakurunabili Iosefo Masi Kalione Nasoko Jiuta Wainiqolo Asaeli Tuivuaka Meli Derenalagi Vilimoni Botitu Waisea Nacuqu Jerry Tuwai Semi Radradra Aminiasi Tuimaba Napolioni Bolaca Sireli Maqala | 2020 Tokio          | 7er-Rugby | Männerturnier |                                        |

### Silbermedaillen
| Name/n | Spiele     | Sportart  | Disziplin     |
| --- | ---------- | --------- | ------------- |
| Ponipate Loganimasi Iosefo Masi Jerry Matana Sevuloni Mocenacagi Waisea Nacuqu Joji Nasova Josaia Raisuqe Kaminieli Rasaku Selestino Ravutaumada Filipe Sauturaga Joseva Talacolo Terio Tamani Iowane Teba Jerry Tuwai | 2024 Paris | 7er-Rugby | Männerturnier |

### Bronzemedaillen
| Name | Spiele     | Sportart  | Disziplin     |
| --- | ---------- | --------- | ------------- |
| Lavena Cavuru Raijieli Daveua Sesenieli Donu Laisana Likuceva Rusila Nagasau Ana Maria Naimasi Alowesi Nakoci Roela Radiniyavuni Viniana Riwai Ana Roqica Vasiti Solikoviti Lavenia Tinai Reapi Ulunisau | 2020 Tokio | 7er-Rugby | Frauenturnier |

## Medaillen nach Sportart

### Olympische Spiele
| Sportart   | Gold | Silber | Bronze | Gesamt |
| 7-er Rugby | 2    | 1      | 1      | 4      |
| Gesamt     | 2    | 1      | 1      | 4      |

### Olympische Jugendspiele
| Sportart   | Gold | Silber | Bronze | Gesamt |
| 7-er Rugby | 0    | 0      | 1      | 1      |
| Gesamt     | 0    | 0      | 1      | 1      |

## Medaillenspiegel

### Olympische Spiele
|                         |   |   |   | Gesamt | Rang |
| ----------------------- | - | - | - | ------ | ---- |
| Olympische Sommerspiele | 2 | 1 | 1 | 4      |      |
| Olympische Winterspiele | 0 | 0 | 0 | 0      | -    |
| Gesamt                  | 2 | 1 | 1 | 4      |      |

### Olympische Jugendspiele
|                                |   |   |   | Gesamt | Rang |
| ------------------------------ | - | - | - | ------ | ---- |
| Olympische Jugend-Sommerspiele | 0 | 0 | 1 | 1      | 100  |
| Olympische Jugend-Winterspiele | 0 | 0 | 0 | 0      | -    |
| Gesamt                         | 0 | 0 | 0 | 1      | 101  |